# Zemsta tygrysa z Shaolin
Zemsta tygrysa z Shaolin (oryg. tytuł Shao Lin mu ren xiang) – hongkoński film akcji z elementami sztuk walk z 1976 roku w reżyserii Chi-Hwa Chen.
Film zarobił 476 951 dolarów hongkońskich w Hongkongu.

## Fabuła
Młody chłopak jest świadkiem zabójstwa ojca dokonanego przez reprezentującego nieznany styl walki zabójcy. Chłopak przyłączył się do Klasztoru Szaolin, gdzie zdobywa umiejętności i poznaje techniki walki. Na koniec odbywa test podczas którego ma pokonać drewnianych przeciwników. Po czym dowieduje się, że zbuntowany uczeń klasztoru zaatakuje mnichów.

## Obsada
Źródło: Filmweb

- Jackie Chan
- Yuen Biao
- Kong Kim
- Hwang Jang Lee – mnich
- Kam Chiang
- Yuen Lung
- Tien Miao
- Wei Ho Tu
- Chung-erh Lung
- Tak San Miu
- Ping Liu
- Min-Lang Li
- Miu Tin
- Wai Wo To
- Hsiao Fu Weng
- Yi-fei Chang
- Siu Chung Lee
- Yat Lung Luk
- Kwok Leung So